# NGC 6036
NGC 6036 ist eine 13,2 mag helle linsenförmige Radiogalaxie vom Hubble-Typ S0-a im Sternbild Schlange in der Nähe des Himmelsäquators und etwa 249 Millionen Lichtjahre von der Milchstraße entfernt. 
Sie wurde am 23. Juli 1864 vom deutschen Astronomen Albert Marth entdeckt.